# Nogent (Haute-Marne)
Nogent é uma comuna francesa na região administrativa de Grande Leste, no departamento de Haute-Marne. Estende-se por uma área de 54,63 km². Em 2010 a comuna tinha 3 734 habitantes (densidade: 68,4 hab./km²).